# 線型近似

一般の関数(緑線)を一次関数(赤線)で近似する．

数学における線型近似（せんけいきんじ、英: linear approximation）とは、一般の関数を一次関数を用いて（より正確に言えばアフィン写像を用いて）近似することである。
例えば、2回微分可能な一変数関数 f は、テイラーの定理の n = 1 の場合により、
{\displaystyle f(x)=f(a)+f'(a)(x-a)+R_{2}}
と表せる。R2は剰余項である。線型近似は剰余項を落とした
{\displaystyle f(x)\approx f(a)+f'(a)(x-a)}
となる。この近似は x が a に十分近い場合に成り立つ。この式の右辺はちょうど元の f のグラフの (a, f(a)) における接線の表式となっており、そのことから、接線近似とも呼ばれる。
{\displaystyle f(x)\approx f(a)}
をaにおけるfの標準線型近似といい、x=a をセンターという。
線型近似は多変数関数に用いることもでき、この場合は導関数の代わりに関数行列が用いられる。例えば、微分可能な実関数 f(x, y) は、(a, b) に十分近い (x, y) においては次のように近似できる。
{\displaystyle f\left(x,y\right)\approx f\left(a,b\right)+{\frac {\partial f}{\partial x}}\left(a,b\right)\left(x-a\right)+{\frac {\partial f}{\partial y}}\left(a,b\right)\left(y-b\right).}
右辺は z = f(x, y) のグラフの (a, b) における接平面の表式となっている。
さらに一般に、バナッハ空間においては
{\displaystyle f(x)\approx f(a)+Df(a)(x-a)}
と表される。ここで Df(a) は f の a におけるフレシェ微分である。

## 例
線型近似を用いて {\displaystyle {\sqrt[{3}]{25}}} の近似値を求めてみよう。
1. {\displaystyle f(x)=x^{1/3}}という関数を考える。この関数について f(25) を求めればよい。
2. 微分すると {\displaystyle f'(x)=x^{-2/3}/3} である。
3. 線型近似により {\displaystyle f(25)\approx f(27)+f'(27)(25-27)=3-2/27} となる。
4. 小数に直すとおよそ2.926であるが、これは確かに真の値2.924…に近い。